# Rempnat
Rempnat is een gemeente in het Franse departement Haute-Vienne in de regio Nouvelle-Aquitaine en telt 159 inwoners (1999). De plaats maakt deel uit van het arrondissement Limoges.

## Geografie
De oppervlakte van Rempnat bedraagt 20,6 km², de bevolkingsdichtheid is 7,7 inwoners per km².
De onderstaande kaart toont de ligging van Rempnat met de belangrijkste infrastructuur en aangrenzende gemeenten.

## Demografie
Onderstaande figuur toont het verloop van het inwonertal (bron: INSEE-tellingen).